# Davisov pokal 1999
Davisov pokal 1999 je bil oseminosemdeseti teniški turnir Davisov pokal.

## Izidi

### Svetovna skupina
| Sodelujoče reprezentance | Sodelujoče reprezentance | Sodelujoče reprezentance | Sodelujoče reprezentance |
| Avstralija               | Belgija                  | Brazilija                | Češka                    |
| Francija                 | Nemčija                  | Združeno kraljestvo      | Italija                  |
| Nizozemska               | Rusija                   | Slovaška                 | Španija                  |
| Švedska                  | Švica                    | 30                       | Zimbabve                 |
| ------------------------ | ------------------------ | ------------------------ | ------------------------ |

|  | Prvi krog 2.-4. april                   | Prvi krog 2.-4. april              | Prvi krog 2.-4. april    |                                |            | Četrtfinale 16.-18. julij | Četrtfinale 16.-18. julij    | Četrtfinale 16.-18. julij |  |   | Polfinale 24.-26. september | Polfinale 24.-26. september    | Polfinale 24.-26. september |   |  | Finale 3.-5. december | Finale 3.-5. december | Finale 3.-5. december |
|  |                                         |                                    |                          |                                |            |                           |                              |                           |  |   |                             |                                |                             |   |  |                       |                       |                       |
|  | Trollhättan, Švedska (dvorana)          |                                    |                          |                                |            |                           |                              |                           |  |   |                             |                                |                             |   |  |                       |                       |                       |
|  | S                                       | Švedska                            | 2                        |                                |            |                           |                              |                           |  |   |                             |                                |                             |   |  |                       |                       |                       |
|  | S                                       | Švedska                            | 2                        | Moskva, Rusija (dvorana pesek) |            |                           |                              |                           |  |   |                             |                                |                             |   |  |                       |                       |                       |
|  |                                         | Slovaška                           | 3                        |                                |            |                           |                              |                           |  |   |                             |                                |                             |   |  |                       |                       |                       |
|  |                                         | Slovaška                           | 3                        |                                | Slovaška   | 2                         |                              |                           |  |   |                             |                                |                             |   |  |                       |                       |                       |
|  | Frankfurt, Nemčija (dvorana)            |                                    |                          |                                | Slovaška   | 2                         |                              |                           |  |   |                             |                                |                             |   |  |                       |                       |                       |
|  |                                         | S                                  | Rusija                   | 3                              |            |                           |                              |                           |  |   |                             |                                |                             |   |  |                       |                       |                       |
|  |                                         | S                                  | Rusija                   | 3                              | Nemčija    | 2                         |                              |                           |  |   |                             |                                |                             |   |  |                       |                       |                       |
|  |                                         |                                    |                          |                                | Nemčija    | 2                         | Brisbane, Avstralija (trava) |                           |  |   |                             |                                |                             |   |  |                       |                       |                       |
|  | S                                       | Rusija                             | 3                        |                                |            |                           |                              |                           |  |   |                             |                                |                             |   |  |                       |                       |                       |
|  | S                                       | Rusija                             | 3                        |                                |            |                           |                              |                           |  | S | Rusija                      | 1                              |                             |   |  |                       |                       |                       |
|  | Birmingham, Anglija (dvorana trda pod.) |                                    |                          |                                |            |                           |                              |                           |  | S | Rusija                      | 1                              |                             |   |  |                       |                       |                       |
|  |                                         | S                                  | Avstralija               | 4                              |            |                           |                              |                           |  |   |                             |                                |                             |   |  |                       |                       |                       |
|  | S                                       | S                                  | Avstralija               | 4                              | ZDA        | 3                         |                              |                           |  |   |                             |                                |                             |   |  |                       |                       |                       |
|  | S                                       | Chestnut Hill, MA, USA (trda pod.) |                          |                                | ZDA        | 3                         |                              |                           |  |   |                             |                                |                             |   |  |                       |                       |                       |
|  |                                         | Združeno kraljestvo                | 2                        |                                |            |                           |                              |                           |  |   |                             |                                |                             |   |  |                       |                       |                       |
|  |                                         | Združeno kraljestvo                | 2                        | S                              | ZDA        | 1                         |                              |                           |  |   |                             |                                |                             |   |  |                       |                       |                       |
|  | Harare, Zimbabve (dvorana trda pod.)    |                                    |                          | S                              | ZDA        | 1                         |                              |                           |  |   |                             |                                |                             |   |  |                       |                       |                       |
|  |                                         | S                                  | Avstralija               | 4                              |            |                           |                              |                           |  |   |                             |                                |                             |   |  |                       |                       |                       |
|  | S                                       | S                                  | Avstralija               | 4                              | Avstralija | 4                         |                              |                           |  |   |                             |                                |                             |   |  |                       |                       |                       |
|  | S                                       |                                    |                          |                                | Avstralija | 4                         |                              |                           |  |   |                             | Nice, Francija (dvorana pesek) |                             |   |  |                       |                       |                       |
|  |                                         | Zimbabve                           | 1                        |                                |            |                           |                              |                           |  |   |                             |                                |                             |   |  |                       |                       |                       |
|  |                                         |                                    |                          |                                |            |                           |                              |                           |  |   |                             | S                              | Avstralija                  | 3 |  |                       |                       |                       |
|  | Nîmes, Francija (dvorana pesek)         |                                    |                          |                                |            |                           |                              |                           |  |   |                             | S                              | Avstralija                  | 3 |  |                       |                       |                       |
|  |                                         | S                                  | Francija                 | 2                              |            |                           |                              |                           |  |   |                             |                                |                             |   |  |                       |                       |                       |
|  |                                         | S                                  | Francija                 | 2                              | Nizozemska | 1                         |                              |                           |  |   |                             |                                |                             |   |  |                       |                       |                       |
|  |                                         | Pau, Francija (dvorana)            |                          |                                | Nizozemska | 1                         |                              |                           |  |   |                             |                                |                             |   |  |                       |                       |                       |
|  | S                                       | Francija                           | 4                        |                                |            |                           |                              |                           |  |   |                             |                                |                             |   |  |                       |                       |                       |
|  | S                                       | Francija                           | 4                        |                                | S          | Francija                  | 3                            |                           |  |   |                             |                                |                             |   |  |                       |                       |                       |
|  | Lleida, Španija (pesek)                 |                                    |                          |                                | S          | Francija                  | 3                            |                           |  |   |                             |                                |                             |   |  |                       |                       |                       |
|  |                                         |                                    | Brazilija                | 2                              |            |                           |                              |                           |  |   |                             |                                |                             |   |  |                       |                       |                       |
|  |                                         | Brazilija                          | Brazilija                | 2                              | 3          |                           |                              |                           |  |   |                             |                                |                             |   |  |                       |                       |                       |
|  |                                         | Brazilija                          |                          |                                | 3          |                           | Pau, Francija (dvorana)      |                           |  |   |                             |                                |                             |   |  |                       |                       |                       |
|  | S                                       | Španija                            | 2                        |                                |            |                           |                              |                           |  |   |                             |                                |                             |   |  |                       |                       |                       |
|  | S                                       | Španija                            | 2                        |                                |            |                           |                              |                           |  | S | Francija                    | 4                              |                             |   |  |                       |                       |                       |
|  | Gent, Belgija (dvorana pesek)           |                                    |                          |                                |            |                           |                              |                           |  | S | Francija                    | 4                              |                             |   |  |                       |                       |                       |
|  |                                         |                                    | Belgija                  | 1                              |            |                           |                              |                           |  |   |                             |                                |                             |   |  |                       |                       |                       |
|  |                                         | Belgija                            | Belgija                  | 1                              | 3          |                           |                              |                           |  |   |                             |                                |                             |   |  |                       |                       |                       |
|  |                                         | Belgija                            | Bruselj, Belgija (pesek) |                                | 3          |                           |                              |                           |  |   |                             |                                |                             |   |  |                       |                       |                       |
|  | S                                       | Češka                              | 2                        |                                |            |                           |                              |                           |  |   |                             |                                |                             |   |  |                       |                       |                       |
|  | S                                       | Češka                              | 2                        |                                |            | Belgija                   | 3                            |                           |  |   |                             |                                |                             |   |  |                       |                       |                       |
|  | Neuchâtel, Švica (dvorana)              |                                    |                          |                                |            | Belgija                   | 3                            |                           |  |   |                             |                                |                             |   |  |                       |                       |                       |
|  |                                         |                                    | Švica                    | 2                              |            |                           |                              |                           |  |   |                             |                                |                             |   |  |                       |                       |                       |
|  |                                         | Švica                              | Švica                    | 2                              | 3          |                           |                              |                           |  |   |                             |                                |                             |   |  |                       |                       |                       |
|  |                                         | Švica                              |                          |                                | 3          |                           |                              |                           |  |   |                             |                                |                             |   |  |                       |                       |                       |
|  | S                                       | Italija                            | 2                        |                                |            |                           |                              |                           |  |   |                             |                                |                             |   |  |                       |                       |                       |

#### Finale
| Acropolis Exhibition Hall, Nice, Francija 3 December - 5 December 1999 pesek (dvorana) |                       |                                                                    |      |      |     |     |   |  |
| \| \| \| \| 1 \| 2 \| 3 \| 4 \| 5 \| \| \| - \| \| ------------------------------------------------------------------ \| ---- \| ---- \| --- \| --- \| - \| \| \| 1 \| \| Sebastien Grosjean Mark Philippoussis \| 4 6 \| 2 6 \| 4 6 \| \| \| \| \| 2 \| \| Cedric Pioline Lleyton Hewitt \| 7 67 \| 7 66 \| 7 5 \| \| \| \| \| 3 \| \| Olivier Delaitre / Nicolas Massú Todd Woodbridge / Fabrice Santoro \| 6 2 \| 5 7 \| 2 6 \| 2 6 \| \| \| \| 4 \| \| Cedric Pioline Mark Philippoussis \| 3 6 \| 7 5 \| 1 6 \| 2 6 \| \| \| \| 5 \| \| Sebastien Grosjean Lleyton Hewitt \| 6 4 \| 6 3 \| \| \| \| \| |                       |                                                                    |      |      |     |     |   |  |
| |                       |                                                                    | 1    | 2    | 3   | 4   | 5 |  |
| 1 | Francija · Avstralija | Sebastien Grosjean Mark Philippoussis                              | 4 6  | 2 6  | 4 6 |     |   |  |
| 2 | Francija · Avstralija | Cedric Pioline Lleyton Hewitt                                      | 7 67 | 7 66 | 7 5 |     |   |  |
| 3 | Francija · Avstralija | Olivier Delaitre / Nicolas Massú Todd Woodbridge / Fabrice Santoro | 6 2  | 5 7  | 2 6 | 2 6 |   |  |
| 4 | Francija · Avstralija | Cedric Pioline Mark Philippoussis                                  | 3 6  | 7 5  | 1 6 | 2 6 |   |  |
| 5 | Francija · Avstralija | Sebastien Grosjean Lleyton Hewitt                                  | 6 4  | 6 3  |     |     |   |  |

#### Boj za obstanek
Datum: 24. september - 26. september
| Prizorišče                                   | Zmagovalec          | Rezultat | Poraženec      |
| -------------------------------------------- | ------------------- | -------- | -------------- |
| Pörtschach, Avstrija (pesek)                 | Avstrija            | 3-2      | Švedska        |
| Harare, Zimbabve (dvorana trda pod.)         | Zimbabve            | 4-1      | Čile           |
| Taškent, Uzbekistan (dvorana trda pod.)      | Češka               | 5-0      | Uzbekistan     |
| Guayaquil, Ekvador (pesek)                   | Nizozemska          | 3-2      | Ekvador        |
| Hamilton, Nova Zelandija (dvorana trda pod.) | Španija             | 5-0      | Nova Zelandija |
| Sassari, Italija (pesek)                     | Italija             | 3-2      | Finska         |
| Birmingham, Anglija (dvorana trda pod.)      | Združeno kraljestvo | 4-1      | Južna Afrika   |
| Bukarešta, Romunija (pesek)                  | Nemčija             | 4-1      | Romunija       |

### Ameriški del

#### Skupina I
| Sodelujoče reprezentance | Sodelujoče reprezentance | Sodelujoče reprezentance | Sodelujoče reprezentance |
| Argentina                | Bahami                   | 20                       | Čile                     |
| Kolumbija                | Ekvador                  | Venezuela                |                          |
| ------------------------ | ------------------------ | ------------------------ | ------------------------ |

#### Skupina II
| Sodelujoče reprezentance | Sodelujoče reprezentance | Sodelujoče reprezentance | Sodelujoče reprezentance |
| Kostarika                | Kuba                     | Dominikanska republika   | Haiti                    |
| Mehika                   | Paragvaj                 | Peru                     | Urugvaj                  |
| ------------------------ | ------------------------ | ------------------------ | ------------------------ |

#### Skupina III
| Sodelujoče reprezentance | Sodelujoče reprezentance | Sodelujoče reprezentance | Sodelujoče reprezentance |
| Antigva in Barbuda       | Bolivija                 | Salvador                 | Gvatemala                |
| Honduras                 | Jamajka                  | Nizozemski Antili        | Panama                   |
| ------------------------ | ------------------------ | ------------------------ | ------------------------ |

#### Skupina IV
| Sodelujoče reprezentance | Sodelujoče reprezentance | Sodelujoče reprezentance |           |
| Barbados                 | Bermudi                  | Vzhodni Karibi           | Portoriko |
| Sveta Lucija             | Trinidad in Tobago       | Ameriški Deviški otoki   |           |
| ------------------------ | ------------------------ | ------------------------ | --------- |

### Azijski in Oceanijski del

#### Skupina I
| Sodelujoče reprezentance   | Sodelujoče reprezentance | Sodelujoče reprezentance | Sodelujoče reprezentance |
| Ljudska republika Kitajska | Indija                   | Japonska                 | Libanon                  |
| Nova Zelandija             | Pakistan                 | Južna Koreja             | Uzbekistan               |
| -------------------------- | ------------------------ | ------------------------ | ------------------------ |

#### Skupina II
| Sodelujoče reprezentance | Sodelujoče reprezentance | Sodelujoče reprezentance | Sodelujoče reprezentance |
| Tajvan                   | Indonezija               | Iran                     | Kazahstan                |
| Filipini                 | Katar                    | Šrilanka                 | Tajska                   |
| ------------------------ | ------------------------ | ------------------------ | ------------------------ |

#### Skupina III
| Sodelujoče reprezentance | Sodelujoče reprezentance | Sodelujoče reprezentance | Sodelujoče reprezentance |
| Bahrajn                  | Bangladeš                | Hongkong                 | Malezija                 |
| Pacifiška Oceanija       | Saudova Arabija          | Sirija                   | Tadžikistan              |
| ------------------------ | ------------------------ | ------------------------ | ------------------------ |

#### Skupina IV
| Sodelujoče reprezentance | Sodelujoče reprezentance | Sodelujoče reprezentance |                          |
| Brunej                   | Fidži                    | Irak                     | Jordanija                |
| Kuvajt                   | Oman                     | Singapur                 | Združeni arabski emirati |
| ------------------------ | ------------------------ | ------------------------ | ------------------------ |

### Evropski in Afriški del

#### Skupina I
| Sodelujoče reprezentance | Sodelujoče reprezentance | Sodelujoče reprezentance | Sodelujoče reprezentance |
| Avstrija                 | Belorusija               | Hrvaška                  |                          |
| Finska                   | Izrael                   | Portugalska              |                          |
| Romunija                 | Južna Afrika             | Ukrajina                 |                          |
| ------------------------ | ------------------------ | ------------------------ | ------------------------ |

#### Skupina II
| Sodelujoče reprezentance | Sodelujoče reprezentance | Sodelujoče reprezentance | Sodelujoče reprezentance |
| Bolgarija                | Slonokoščena obala       | Danska                   | Grčija                   |
| Madžarska                | Irska                    | Latvija                  | Severna Makedonija       |
| Maroko                   | Norveška                 | Poljska                  | Senegal                  |
| Slovenija                | Togo                     | Turčija                  | Jugoslavija              |
| ------------------------ | ------------------------ | ------------------------ | ------------------------ |

#### Skupina III

##### Prizorišče A
| Sodelujoče reprezentance | Sodelujoče reprezentance | Sodelujoče reprezentance | Sodelujoče reprezentance |
| Alžirija                 | Benin                    | Bosna in Hercegovina     | Egipt                    |
| Gana                     | Luksemburg               | Nigerija                 | Tunizija                 |
| ------------------------ | ------------------------ | ------------------------ | ------------------------ |

##### Prizorišče B
| Sodelujoče reprezentance | Sodelujoče reprezentance | Sodelujoče reprezentance | Sodelujoče reprezentance |
| Armenija                 | Estonija                 | Gruzija                  | Kenija                   |
| Litva                    | Moldavija                | Monako                   | Zambija                  |
| ------------------------ | ------------------------ | ------------------------ | ------------------------ |

#### Skupina IV

##### Prizorišče A
| Sodelujoče reprezentance | Sodelujoče reprezentance | Sodelujoče reprezentance | Sodelujoče reprezentance |
| Ciper                    | Etiopija                 | Islandija                |                          |
| Malta                    | Sudan                    |                          |                          |
| ------------------------ | ------------------------ | ------------------------ | ------------------------ |

##### Prizorišče B
| Sodelujoče reprezentance | Sodelujoče reprezentance | Sodelujoče reprezentance | Sodelujoče reprezentance |
| Azerbajdžan              | Bocvana                  | Madagaskar               |                          |
| San Marino               | Uganda                   |                          |                          |
| ------------------------ | ------------------------ | ------------------------ | ------------------------ |